# Charles Alphonse Dufresnoy

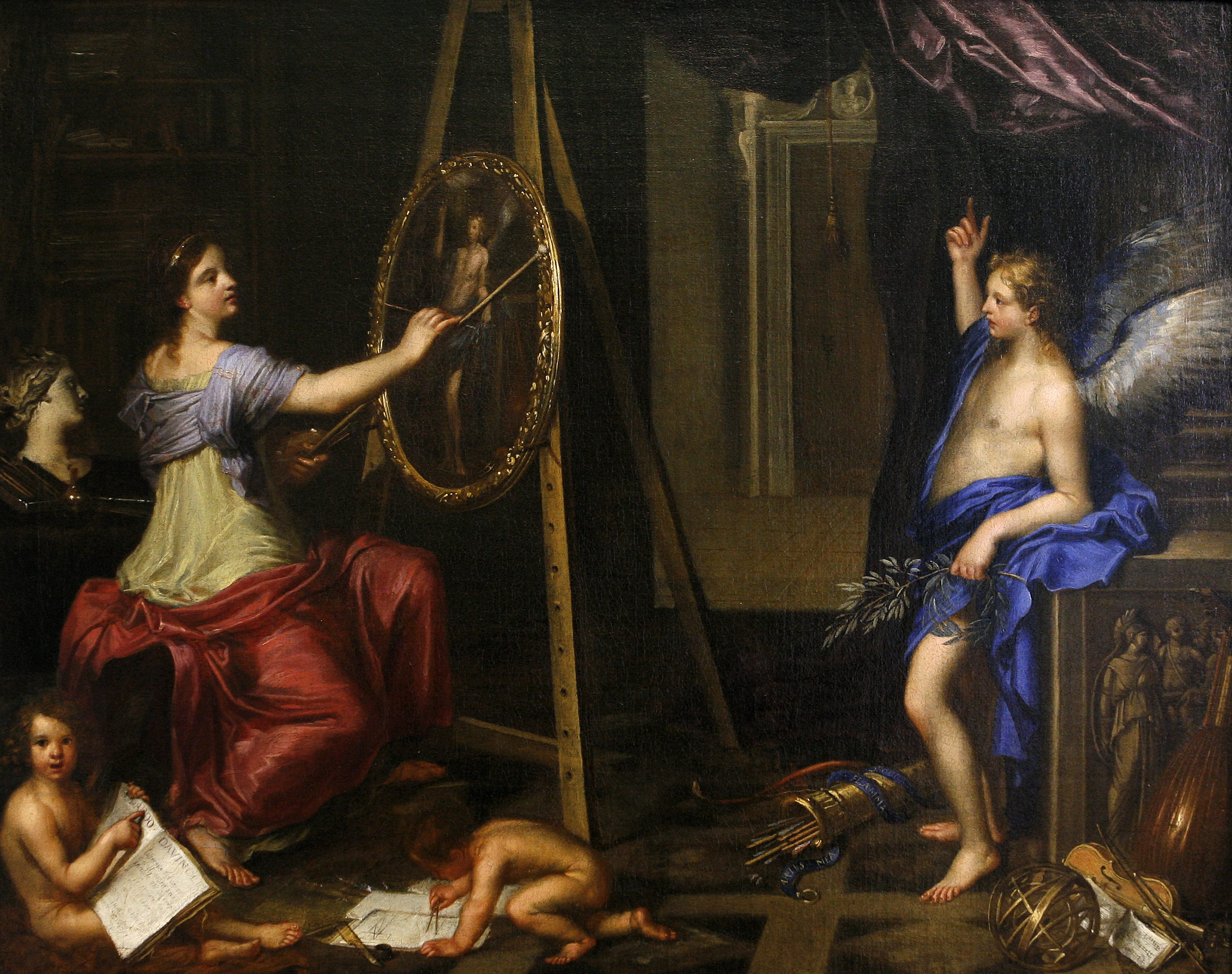
Allegorie des Malens, 1650

Charles Alphonse Dufresnoy oder Du Fresnoy (* 1611 in Paris; † 16. Januar 1668 in Villiers-Le-Bel) war ein französischer Maler und Mitarbeiter Pierre Mignards. Seine Wirkung auf die Malerei blieb bis ins 19. Jahrhundert ununterbrochen sehr einflussreich.
Dufresnoy erlernte sein Handwerk bei Simon Vouet. In seinem Atelier lernte er auch Pierre Mignard kennen, mit dem er sein Leben lang eine enge Freundschaft teilte. 
Mit 21 Jahren ging er nach Rom, wo er Raffael und die Antike studierte. 1653 bis 1656 folgten Studien in Venedig, wo er sich vor allem mit dem Werk Tizians und anderer großer Maler der Venezianischen Schule beschäftigte.
Zwischen 1635 und 1656 schrieb er das lateinische Lehrgedicht De arte graphica über die Malerei. Der Maler, Kunstkritiker und Diplomat Roger de Piles veröffentlichte es 1668, versehen mit Anmerkungen und einer französischen Prosaübersetzung, wenige Monate nach dem Tod Dufresnoys.